# Ми поїдемо в Довіль (фільм)
«Ми поїдемо в Довіль» (фр. Nous irons à Deauville) — французька кінокомедія з Мішелем Серро в головній ролі.

## Сюжет
Люсьєн (Мішель Серро) і його друг Дюбуа (Клод Брассер) вирішують з'їздити у відпустку на море в Довіль зі своїми дружинами. Але відразу після прибуття на них відразу ж звалюються одна неприємність за іншою: орендована ними вілла потребує ремонту, їхній багаж втрачений, начальник Люсьєна (Мішель Галабрю) також відпочиває в Довілі, до того ж один з відпочивальників (Луї де Фюнес) також створює їм проблеми…

## У ролях
- Мішель Серро
- Луї де Фюнес
- Мішель Галабрю